# Başkale

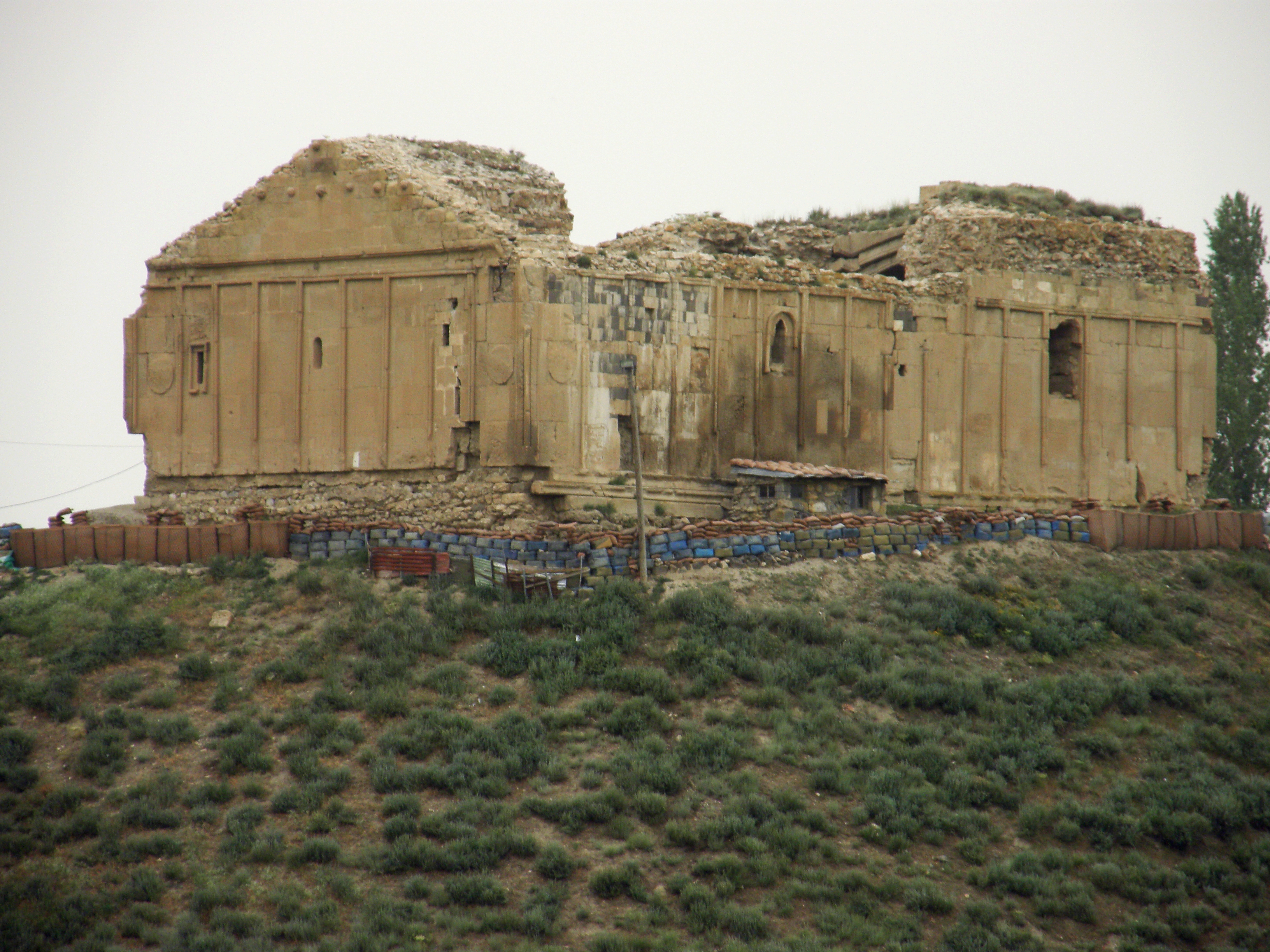
Saint Bartholomew Monastery in Başkale district

Başkale là một huyện thuộc tỉnh Van, Thổ Nhĩ Kỳ. Huyện có diện tích 2731 km² và dân số thời điểm năm 2007 là 63123 người, mật độ 23 người/km².